# Mario Kunasek

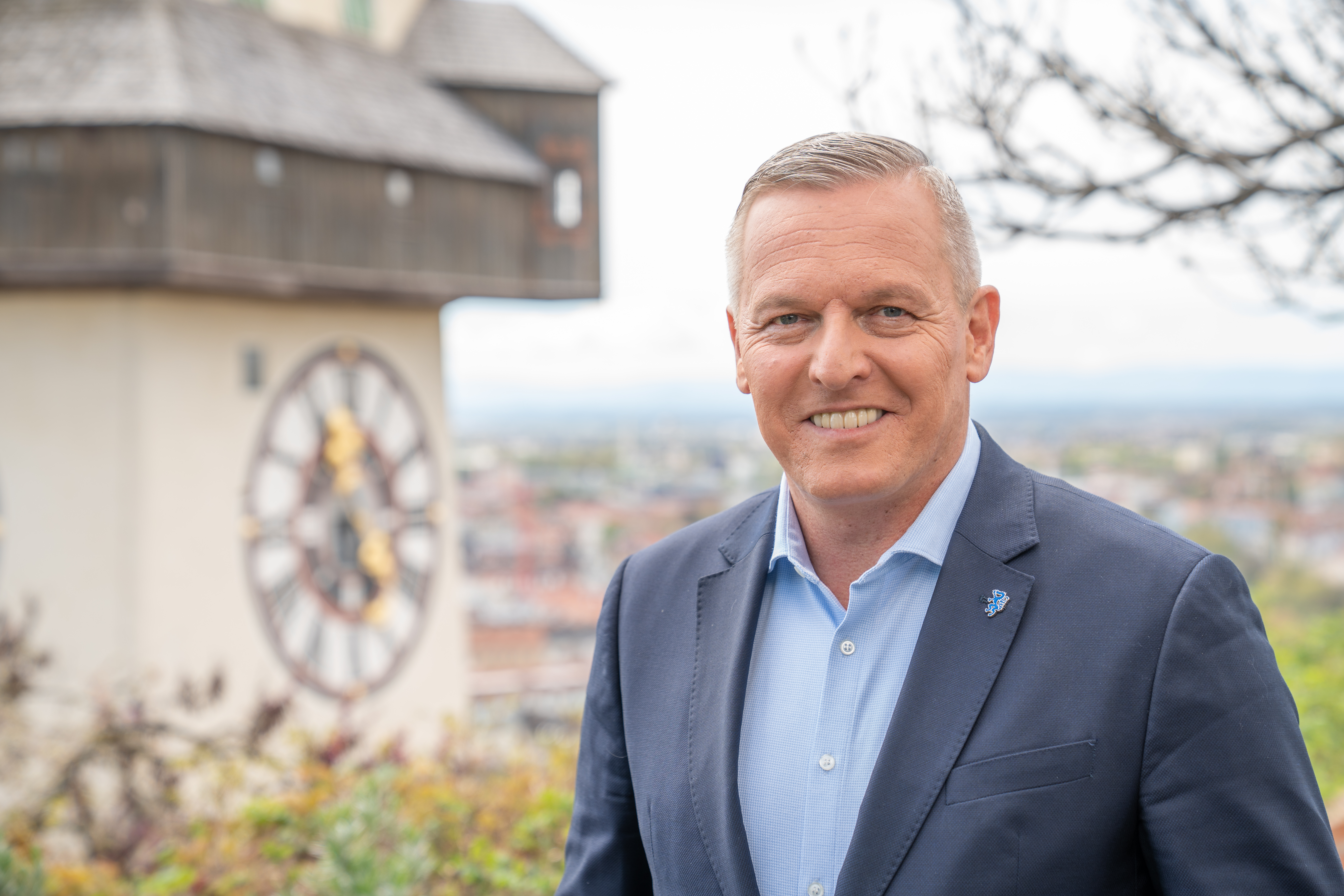
Mario Kunasek, 2022

Mario Kunasek (* 29. Juni 1976 in Graz, Steiermark) ist ein österreichischer Politiker der rechtsextremen FPÖ Steiermark, deren Landesparteiobmann und seit 18. Dezember 2024 Landeshauptmann der Steiermark. Seit Mai 2019 ist er Abgeordneter zum Landtag Steiermark und fungierte als FPÖ-Klubobmann. Bei der Landtagswahl in der Steiermark 2024 kandidierte er für die FPÖ für das Amt des Landeshauptmannes. Zuvor war er von Dezember 2017 bis Mai 2019 Bundesminister für Landesverteidigung der Republik Österreich.

## Ausbildung und Beruf
Nach dem Besuch der Pflichtschule erlernte Mario Kunasek den Beruf des Kfz-Technikers. Nach dem Präsenzdienst im Jahr 1995, den er in St. Michael ableistete, absolvierte er die Ausbildung zum Unteroffizier in Enns und Wien. Zwischen 1997 und 2005 war er als Unteroffizier im Versorgungsregiment 1 in Graz tätig. Ab 2005 war er Stabsunteroffizier (laut aktuellen Angaben als Stabswachtmeister).

## Politische Laufbahn
Mario Kunasek begann seine politische Laufbahn als Personalvertreter der AUF-AFH (Aktionsgemeinschaft Unabhängiger und Freiheitlicher – Arbeitsgemeinschaft der Freiheitlichen Heeresangehörigen). Von 2004 bis 2006 war er Bezirksobmann des Ringes Freiheitlicher Jugend (RFJ) Graz-Umgebung. Seit 2005 ist er im Landesparteivorstand der rechtsextremen FPÖ Steiermark. Von 2005 bis 2018 war er Ortsparteiobmann der FPÖ in seiner ehemaligen Heimatgemeinde Gössendorf, in der von 2010 bis 2015 auch Mitglied des Gemeindevorstands war. Nach der Gemeinderatswahl 2015 war er dort bis Dezember 2017 Vizebürgermeister.
Auf dem Landesparteitag 2007 wurde er zum Landesparteisekretär der FPÖ Steiermark gewählt und ist seither im Landesparteipräsidium tätig. Von April 2007 bis Februar 2019 war Mario Kunasek Bezirksparteiobmann der FPÖ Graz Umgebung. Seit 2013 ist er Bundesparteiobmann-Stellvertreter der FPÖ.

### Abgeordneter zum Nationalrat (2008–2015)
Bei der Nationalratswahl am 28. September 2008 kandidierte er als Spitzenkandidat der FPÖ im Wahlkreis 6B Steiermark Mitte (Graz Umgebung und Voitsberg) und schaffte den erstmaligen Einzug ins Parlament. Bei der Nationalratswahl 2013 war Kunasek Spitzenkandidat der FPÖ-Steiermark und zog über ein Grundmandat im Regionalwahlkreis Graz und Umgebung abermals als Abgeordneter in den Nationalrat ein. Er fungierte dort als Obmann des Landesverteidigungsausschusses und war Wehrsprecher des Freiheitlichen Parlamentsklubs.

### Abgeordneter zum Landtag Steiermark und Klubobmann (2015–2017)
Nach der Landtagswahl in der Steiermark 2015, bei der Kunasek als FPÖ-Spitzenkandidat seine Partei anführte und mit 26,76 Prozent das bisher beste Ergebnis der Landespartei feiern konnte, wurde er am 16. Juni 2015 als Abgeordneter zum Landtag der Steiermark angelobt. Gleichzeitig schied er als Abgeordneter aus dem Nationalrat aus. Im steirischen Landtag war Mario Kunasek bis Dezember 2017 Klubobmann des freiheitlichen Landtagsklubs.

### Bundesminister für Landesverteidigung (2017–2019)
Nachdem ÖVP und FPÖ bei der Nationalratswahl 2017 stark zugelegt hatten, bildeten sie eine gemeinsame Regierungskoalition. Mario Kunasek wurde von der FPÖ als Verteidigungsminister nominiert und übernahm im Rahmen eines feierlichen Festaktes im Bundesministerium für Landesverteidigung am 18. Dezember 2017 die Agenden des Verteidigungsministers.
Während seiner Amtszeit kam Kunasek im März 2019 ins Visier der Wirtschafts- und Korruptionsstaatsanwaltschaft (WKStA), als er drei Offiziere des Bundesheeres zur Beförderung in den Generalsrang vorschlug. Die Kandidaten waren zwar laut Bewertungskommission für diese Ernennung geeignet, doch Bundespräsident Alexander Van der Bellen unterzeichnete deren Beurkundung nicht. Danach kam es zu Untersuchungen der WKStA wegen des Verdachts auf Amtsmissbrauch gegen Kunasek. Im Mai 2022 stellte die Staatsanwaltschaft ihre Ermittlungen jedoch endgültig und ergebnislos ein.
Kurz nach der Veröffentlichung des sogenannten Ibiza-Videos wurde Kunasek am 20. Mai 2019 auf dem Landesparteitag der FPÖ Steiermark mit 99,6 Prozent der Delegiertenstimmen zum Landesparteiobmann wiedergewählt und als Spitzenkandidat für die Landtagswahl 2019 nominiert. Nach der Entlassung von Innenminister Herbert Kickl wurde Mario Kunasek am 22. Mai auf eigenen Wunsch aus seinem Ministeramt durch Bundespräsident Alexander Van der Bellen enthoben.
Sein Nachfolger als Verteidigungsminister wurde bis Juni 2019 in der provisorischen Regierung Löger der Offizier Johann Luif. In der Bundesregierung Bierlein bekleidete Thomas Starlinger bis 7. Jänner 2020 dieses Amt.

### Abgeordneter zum Landtag Steiermark und Klubobmann (seit 2019)
Am 28. Mai 2019 kehrte Mario Kunasek wieder als Landtagsabgeordneter und FPÖ-Klubobmann in die Steiermark zurück. Er wurde als Landtagsabgeordneter neuerlich angelobt, nachdem Anton Kogler sein Mandat zur Verfügung gestellt hatte. Der damalige Klubobmann Stefan Hermann machte seine Funktion ebenfalls für Landesparteichef Kunasek frei und wurde geschäftsführender Klubobmann.
Bei der Landtagswahl am 24. November 2019 erhielt Mario Kunasek trotz der Verluste für die Freiheitliche Partei die meisten Vorzugsstimmen aller Kandidaten.

### Landeshauptmann der Steiermark (seit 2024)
Bei der Landtagswahl in der Steiermark 2024 erlangte die FPÖ unter Mario Kunasek rund 35 Prozent und wurde erstmals stärkste Partei. Daraufhin bildete sie mit der Landesregierung Kunasek eine Koalition mit der zweitplatzierten ÖVP und Kunasek wurde am 18. Dezember 2024 zum Landeshauptmann der Steiermark gewählt. Kunasek ist nach Jörg Haider der zweite Landeshauptmann eines österreichischen Bundeslandes, der von der FPÖ gestellt wird. Ende Juni 2025 wurde er beim Landesparteitag mit 98,14 Prozent der Stimmen als FPÖ-Landesparteiobmann bestätigt.

### Ermittlungsverfahren rund um die Finanzaffäre der FPÖ Graz
Im Herbst 2021 wurde über finanzielle Ungereimtheiten in der FPÖ Graz berichtet. Der einstige Klubdirektor und Finanzreferent der Partei, Matthias Eder, gestand daraufhin, rund 700.000 Euro aus Klubförderungen veruntreut zu haben. Ab dann ermittelte die Staatsanwaltschaft Klagenfurt in dem Verfahren, unter anderem auch gegen den ehemaligen Vize-Bürgermeister Mario Eustacchio und Klubchef Armin Sippel. Im Februar 2023 beantragte die Staatsanwaltschaft formell die Aufhebung der Immunität („Auslieferung“) von Mario Kunasek. Konkret bestehe ein Anfangsverdacht wegen falscher Zeugenaussage, Unterdrückung von Beweismitteln sowie der Mitwisserschaft rund um mögliche Malversationen der FPÖ Graz. Kunasek wies diese Vorwürfe entschieden zurück und bekräftigte, mit den Behörden zusammenarbeiten zu wollen, um alle Vorwürfe aufklären und seine Unschuld beweisen zu können. Folglich stimmten er selbst und die FPÖ der Aufhebung seiner Immunität im Landtag zu.
Aufgrund einer anonymen Anzeige vom März 2023 stellte die Staatsanwaltschaft Klagenfurt ein ergänzendes Auslieferungsersuchen an den Landtag Steiermark. Laut den Ermittlungsbehörden bestünden Verdachtsmomente der Untreue und des Förderungsmissbrauchs. Kunasek wies auch diese Vorwürfe zurück und stimmte in der Landtagssitzung vom 4. Juli 2023 der strafrechtlichen Verfolgung zu.
Im Zuge des am 15. Dezember 2023 eingesetzten parlamentarischen Untersuchungsausschusses („ROT-BLAUER Machtmissbrauch-Untersuchungsausschuss“) wurden auch der FPÖ-Finanzskandal in Graz und die Beteiligung Kunaseks thematisiert. Im Mai 2024 war Ex-FPÖ-Gemeinderat Alexis Pascuttini im Untersuchungsausschuss geladen. Dieser hatte Anzeige gegen Kunasek und den FPÖ-Landtagsabgeordneten Stefan Hermann – Kunaseks „rechte Hand“ – wegen „gefährlicher Drohung“ und „Nötigung“ erstattet. Die Begründung der Anzeige: Kunasek und Hermann hätten Pascuttini 2022 unter Druck gesetzt, damit der Finanzskandal nicht weiter aufgeklärt werde.
Im August 2024 brachte Kunasek eine Anzeige gegen Pascuttini wegen falscher Zeugenaussage, Verleumdung und missbräuchlicher Verwendung von Tonaufnahmen ein. Aufgrund dieser Anzeige nahm die Staatsanwaltschaft ein Ermittlungsverfahren auf und führt seitdem den KFG-Klubchef als Beschuldigten.

### „Causa Hausbau“
Im Frühjahr 2023 nahm die Staatsanwaltschaft Klagenfurt aufgrund einer anonymen Anzeige Ermittlungen gegen Kunasek wegen des Verdachts der Untreue auf; angeblich sollte er Kosten für seinen privaten Hausbau über die FPÖ Steiermark abgerechnet haben. Das Ermittlungsverfahren wurde im April 2025 eingestellt; nach Angabe der Staatsanwaltschaft sei der Tatverdacht entkräftet worden, da nachgewiesen wurde, dass alle Leistungen aus privaten Mitteln bezahlt wurden. Kunasek zeigte sich in Medieninterviews erleichtert, dass die „Anpatzversuche gescheitert sind“.

## Politische Standpunkte
Auf die Frage in einem Interview 2024, ob er als steirischer Landeshauptmann für alle Menschen da sein müsse, also auch für Bettler, Asylwerber, Anhänger des Genderns und des Leitspitals in Liezen, entgegnete Kunasek: „Ich bin nicht der Landeshauptmann für alle.“ Er wolle für Menschen da sein, „die sich in den letzten Jahren vielleicht nicht mehr gerecht behandelt gefühlt haben“. Kunasek spricht sich gegen gendergerechte Schreibweise aus, für die Landesverwaltung hat er im Regierungspaket mit der ÖVP ein Verbot des Genderns festgeschrieben. Auch das Tragen von Kopftüchern soll Verwaltungsmitarbeitern verboten werden, solche Symbole hätten in der Verwaltung keinen Platz. Kunasek tritt für Leistungskürzungen für kinderreiche Familien und die Senkung von „passiven Einkommen“ für Arbeitssuchende ein, der Unterschied zu Erwerbseinkommen müsse größer werden. Die Ermittlungen der Staatsanwaltschaft im Kontext des Finanzskandals der Grazer FPÖ seien „der Versuch, mit dem Strafrecht Politik zu machen“, dies sei jetzt „vom Wähler bewertet“ worden. Dass auch gegen ihn ermittelt werde, bewertet Kunasek mit den Worten: „Gegen welchen Politiker wird nicht ermittelt? Es gibt nicht mehr sehr viele.“ Aus der römisch-katholischen Kirche sei er ausgetreten, da es „gewisse Dinge in der Katholischen Kirche“ gebe, die ihn „sehr geärgert“ hätten.
Kunasek stand 2018 als Interviewpartner für die rechtsradikale Zeitschrift „Die Aula“ zur Verfügung, auch nahm er an einem Treffen mit führenden Aktivisten der Identitären teil. Als Autor setzte sich Kunasek in der „Aula“ zudem für die Erhaltung der allgemeinen Wehrpflicht in Österreich ein.

## Privates
Im Juni 2018 heiratete Kunasek seine Lebensgefährtin Sabrina Koroschetz in Leibnitz. Im Juli 2019 wurden die beiden Eltern eines Sohnes.